# Civilno pravo
Civilno pravo je pravo odnosov med zasebniki. Država v pravnih razmerjih civilnega prava ni neposredno udeležena (kot je v drugi temeljni pravni panogi, javnem pravu).
Civilno pravo se deli na:
- obligacijsko pravo - pravo obveznosti (pogodbe, odškodninske obveznosti, ...);
- stvarno pravo - pravo pravic na stvari (zlasti lastninske pravice);
- dedno pravo - pravo prehoda lastnine umrlega na dediče;
- družinsko pravo - pravo osebnih stanj (zakonska zveza, zunanjzakonska skupnost, družina).